# Liste der Baudenkmäler in Dülmen
Die Liste der Baudenkmäler in Dülmen enthält die denkmalgeschützten Bauwerke auf dem Gebiet der Stadt Dülmen im Kreis Coesfeld in Nordrhein-Westfalen (Stand: September 2023). Diese Baudenkmäler sind in der Denkmalliste der Stadt Dülmen eingetragen; Grundlage für die Aufnahme ist das Denkmalschutzgesetz Nordrhein-Westfalen (DSchG NRW).

| Bild                                                                     | Bezeichnung                                                                    | Lage | Beschreibung | Bauzeit | Eingetragen seit   | Denkmal- nummer |
| ------------------------------------------------------------------------ | ------------------------------------------------------------------------------ | --- | --- | --- | ------------------ | --------------- |
| weitere Bilder                                                           | Lüdinghauser Tor                                                               | Lüdinghauser Straße Karte | Einziges erhalten gebliebenes Stadttor der ehemaligen mittelalterlichen Stadtbefestigung | Ende 15. Jahrhundert, Durchgänge und Wehrgang 1908                                                                           | 27. Juli 1983      | 1 Wikidata      |
| weitere Bilder                                                           | Lorenkenturm                                                                   | Viktorstraße/Nordring Karte | Mauerturm zum Schutz des Einlaufs der Tiber | 1536 erste Erwähnung | 27. Juli 1983      | 2 Wikidata      |
| („Weißes“) Kreuz                                                         | („Weißes“) Kreuz                                                               | Coesfelder Straße, bei Nr. 51 Karte | Kruzifixus auf altarartigem Sockel | ca. 1880 | 27. Juli 1983      | 3               |
| weitere Bilder                                                           | Kreuzigungsgruppe                                                              | Original in der St.-Viktor-Kirche, Nachbildung am Kolpinghaus Karte                                                                        | Barocke Kreuzigungsgruppe bestehend aus dreiteiligem Sockel sowie Figuren Maria (Original), Johannes (Original) und Christus am Kreuz (Kopie aus dem 19. Jahrhundert) | 1748 | 27. Juli 1983      | 4 Wikidata      |
| weitere Bilder                                                           | Jubiläumsbrunnen (Marktbrunnen)                                                | Marktplatz Karte | architektonische Gestaltung von Wilhelm Kreis; achteckiges Wasserbecken mit Reliefs, ursprünglich mit bronzener Putte und Füllhorn vom Berliner Bildhauer Joseph Sommer (1945 gestohlen); Standort von 1938 bis 1986 auf einem Gartengrundstück an der heutigen Hermann-Leeser-Schule; 1982 Reste eines Hakenkreuzes entfernt; neue abstrakte Brunnenskulptur 1994 von Bildhauer Ludwig Dinnendahl | 6. August 1911 (Enthüllung und Einweihung)                                                                                   | 27. Juli 1983      | 5 Wikidata      |
| weitere Bilder                                                           | Kriegerehrenmal 1870/71                                                        | Lüdinghauser Straße, bei Nr. 101 Karte | Hoher quadratischer, konischer Sockel mit Rustikquaderung und Wappen sowie abgebrochene Säule, für Kriegsopfer von 1864, 1866, 1870/71 und 1904, 1945 beschädigt | 17. Oktober 1897 (Enthüllung)                                                                                                | 27. Juli 1983      | 6 Wikidata      |
| weitere Bilder                                                           | Kriegerehrenmal 1914/1918                                                      | Marktstraße (Kirchplatz St. Viktor) Karte                                                                                                  | Auf Quaderpodest liegender Löwe | 10. Mai 1925 (Enthüllung und Übergabe)                                                                                       | 27. Juli 1983      | 7 Wikidata      |
| Fachwerkspeicher                                                         | Fachwerkspeicher                                                               | Kirchspiel, Bauerschaft Dernekamp Dernekamp 86 Karte                                                                                       | Zweigeschossiger Fachwerkspeicher mit Dachausbau (ursprünglicher Ort: Börnste 4) | 19. Jahrhundert | 15. September 1994 | 8               |
| weitere Bilder                                                           | Fachwerkspeicher (großer Spieker)                                              | Buldern Weseler Straße, bei Nr. 64 Karte                                                                                                   | Zweigeschossiger Speicher mit Dachausbau, ursprünglicher Standort Hof Schulze Mönking (Senden-Bredenbeck) | 1753 | 27. Juli 1983      | 9               |
| weitere Bilder                                                           | Fachwerkspeicher (kleiner Spieker)                                             | Buldern Weseler Straße, bei Nr. 66 Karte                                                                                                   | Zweigeschossiger Fachwerkspeicher, ursprünglich Standort Hof Pelkum gen. Lülf, Empte 4 | um 1750 | 27. Juli 1983      | 10              |
| weitere Bilder                                                           | Kriegerdenkmal Buldern                                                         | Buldern Weseler Straße, bei Nr. 66 Karte                                                                                                   | Von eisernem Adler bekrönte Steinpyramide | 1920er Jahre | 27. Juli 1983      | 11              |
| Kriegerdenkmal Hiddingsel                                                | Kriegerdenkmal Hiddingsel                                                      | Hiddingsel Denkmalplatz Karte | Mehrstufiger Unterbau, darüber Sockel, darüber Figur des heiligen Georg | 1924 | 27. Juli 1983      | 12              |
| weitere Bilder                                                           | Schandpfahl Rorup                                                              | Rorup Kirchplatz, vor dem ehem. Amtsgebäude und heutigem Bürgerhaus steht eine Nachbildung, das Original befindet sich im Bürgerhaus Karte | Schandpfahl aus Stein; von weit ausladendem Gesims bekrönter Sockel, darauf kleiner Obelisk | 1742 | 27. Juli 1983      | 13 Wikidata     |
| weitere Bilder                                                           | St.-Barbara-Bildstock                                                          | Hausdülmen Borkenbergestraße, bei Nr. 57 Karte                                                                                             | Barocke Heiligenfigur „Barbara“ | Ende 17./Anfang 18. Jahrhundert                                                                                              | 27. Juli 1983      | 14 Wikidata     |
| weitere Bilder                                                           | Katholische Pfarrkirche St. Viktor                                             | Ecke Marktstraße und Lüdinghauser Straße Karte                                                                                             | 1945 bis auf den Turm zerstörte Hallenkirche, Schiff 1950 als moderner Neubau wiedererrichtet; zweijochiger Hallenchor wiederhergestellt | um 1500 | 27. Juli 1983      | 15 Wikidata     |
| weitere Bilder                                                           | Pfarrkirche Heilig Kreuz                                                       | Lüdinghauser Straße Karte | Große, schlichte Saalkirche mit Nordostturm und Krypta | 1936–1938 | 27. Juli 1983      | 16 Wikidata     |
| weitere Bilder                                                           | Kreuzkapelle                                                                   | Lüdinghauser Straße 107 Karte | ehemalige Wallfahrtskapelle, Rechtecksaal aus Ziegel-Mauerwerk, kleiner Westanbau für Leprose, später Sakristei | 1696 | 27. Juli 1983      | 17 Wikidata     |
| weitere Bilder                                                           | Nonnenturm mit Stadtmauer-Rest                                                 | Ostring 17 Karte | Viergeschossiger Turm aus Ziegel-Mauerwerk auf quadratischem Grundriss | 16. Jahrhundert | 27. Juli 1983      | 18 Wikidata     |
| Bildstock                                                                | Bildstock                                                                      | Lüdinghauser Straße, bei Nr. 101 Karte | Sandsteingruppe des heiligen Josef mit Jesusknaben | ca. 1770–1780 | 27. Juli 1983      | 19              |
| weitere Bilder                                                           | Pfarrkirche St. Pankratius                                                     | Buldern Nottulner Straße Karte | Dreischiffige neugotische Backsteinbasilika; Langhaus mit älteren und jüngeren Anbauten | 1904–1906 | 20. März 1984      | 20 Wikidata     |
| weitere Bilder                                                           | Alte Pfarrkirche St. Pankratius                                                | Buldern Alte Kirchstraße Karte | Saalkirche, mittelalterliche Dorfkirche; Gruftkirche der Familie von Romberg | 12. Jahrhundert, Erweiterungen 14. Jahrhundert bis 1507                                                                      | 20. März 1984      | 21 Wikidata     |
| weitere Bilder                                                           | Pfarrkirche St. Jakobus d. Ä. (ehem. Klosterkirche Karthaus)                   | Kirchspiel, Bauerschaft Weddern Weddern Karte                                                                                              | Ehemalige Klosterkirche als Teil des ehemaligen Karthäuserklosters Marienburg | Grundsteinlegung 1477 | 20. März 1984      | 22 Wikidata     |
| weitere Bilder                                                           | Pfarrkirche St. Mauritius                                                      | Hausdülmen Burgplatz Karte | Schlichter rechteckiger Saalbau mit gedrungenem Turm mit achteckigem geschweiften Dach | 17. Jahrhundert | 20. März 1984      | 23 Wikidata     |
| weitere Bilder                                                           | Pfarrkirche St. Georg                                                          | Hiddingsel Neustraße 36 Karte | Dreischiffige neoromanische Säulenbasilika mit weiter oktogonaler Vierung und Querhaus | 1911 | 20. März 1984      | 24 Wikidata     |
| weitere Bilder                                                           | Pfarrkirche St. Agatha                                                         | Rorup Kirchplatz Karte | Neugotische dreischiffige Stufenhalle mit an das Mittelschiff anschließendem Chorjoch | 1681/1912 | 20. März 1984      | 25 Wikidata     |
| weitere Bilder                                                           | Herrenhaus Haus Osthoff                                                        | Von-dem-Busche-Straße 30 Karte | Herrenhaus mit rechteckigem Baukörper aus Backstein | Erste Hälfte des 18. Jahrhunderts                                                                                            | 3. September 1997  | 26 Wikidata     |
| Heiligenhäuschen                                                         | Heiligenhäuschen                                                               | Buldern bei Hangenau 10 Karte | Neugotisches Heiligenhäuschen auf altarartigem Untersatz, innen Herz-Jesu-Figur | um 1890 | 20. März 1984      | 27              |
| Wegekapelle                                                              | Wegekapelle                                                                    | Buldern Ecke Weseler Straße und Alte Kirchstraße Karte                                                                                     | Wegekapelle, kleiner neugotischer Backsteinbau mit Altar und Pieta | Ende 19. Jahrhundert | 20. März 1984      | 28              |
| Wegekapelle                                                              | Wegekapelle                                                                    | Buldern bei Daruper Straße 36 Karte | Wegekapelle, kleiner neugotischer Rechteckbau | um 1900/1910 | 20. März 1984      | 29              |
| Wegekapelle                                                              | Wegekapelle                                                                    | Buldern bei Dorfbauerschaft 5 Karte | Wegekapelle, kleiner Rechteckbau aus Backstein, innen Kreuz mit Petrus und Paulus | 1933 | 20. März 1984      | 30              |
| Wegekapelle                                                              | Wegekapelle                                                                    | Buldern bei Limbergen 3 Karte | Wegekapelle, kleiner Backsteinbau auf Werksteinsockel, innen Figur des heiligen Ludgerus | ca. 1848, erneuert um 1880/1890                                                                                              | 20. März 1984      | 31              |
| Wassermühle                                                              | Wassermühle                                                                    | Buldern bei Limbergen 3 Karte | Zweigeschossiger Fachwerkbau, Antrieb durch Turbine | Ende 19. Jahrhundert | 20. März 1984      | 32              |
| Pastorat mit Kapelle                                                     | Pastorat mit Kapelle                                                           | Buldern Pastoratsweg 1 Karte | Pastorat aus massivem Backsteinbau mit Fachwerkgiebel, rechtwinkelig angefügt eine kleine neugotische Kapelle | 1741, 1861 restauriert, 1970 teilweise entstellend restauriert, 1982 Umbauten                                                | 20. März 1984      | 33              |
| weitere Bilder                                                           | Bildstock                                                                      | Kirchspiel, Bauerschaft Dernekamp bei Dernekamp 40 Karte                                                                                   | Doppelbildstock in barocken Formen mit Christi Geburt (Maria in anbetender Haltung) | 1736, 1938 restauriert | 20. März 1984      | 34 Wikidata     |
| weitere Bilder                                                           | Haus Visbeck                                                                   | Kirchspiel, Bauerschaft Dernekamp Dernekamp 40 Karte                                                                                       | Teil der rechteckigen Vorburg bestehend aus einem Torflügel als schlichter Backsteinbau (ursprünglich Fachwerkgiebel) und einem quadratischen Turm sowie Kapelle mit neuzeitlichen Erweiterungen | 14. Jahrhundert, Teil der rechteckigen Vorburg aus dem 17. Jahrhundert erhalten; 18. Jahrhundert (Kapelle)                   | 20. März 1984      | 35 Wikidata     |
| Bildstock „Schutzengel“                                                  | Bildstock „Schutzengel“                                                        | Kirchspiel, Bauerschaft Weddern nahe Weddern 112 Karte                                                                                     | Bildstock „Schutzengel“, schmaler Sockel mit Inschriften, darüber Schutzengel | 1896 | 20. März 1984      | 36              |
| Kruzifix                                                                 | Kruzifix                                                                       | Kirchspiel, Bauerschaft Dernekamp bei Dernekamp 23 Karte                                                                                   | Kruzifix auf hohem Sockel, umgeben von Backsteinmäuerchen mit Eisengitter | 1874 | 20. März 1984      | 37              |
| Wegekapelle                                                              | Wegekapelle                                                                    | Hiddingsel bei Feldmark 4 Karte | Verputzter Rechteckbau mit abgeschlepptem Pyramidendach, innen heilige Familie mit heiligem Geist | 18. und 19. Jahrhundert | 20. März 1984      | 38              |
| weitere Bilder                                                           | Missionskreuz                                                                  | Merfeld Rekener Straße (an der Kirche St. Antonius) Karte                                                                                  | Gabelkruzifix mit Inschriften | vermutlich 1914, Erneuerung 1960                                                                                             | 20. März 1984      | 39 Wikidata     |
| Wegekreuz                                                                | Wegekreuz                                                                      | Rorup bei Kirchspiel Rorup 4 Karte | Kruzifix auf altarartigem Sockel | 1917 | 20. März 1984      | 40              |
| weitere Bilder                                                           | Fachwerkspeicher                                                               | Kirchspiel, Bauerschaft Weddern Weddern 15 Karte                                                                                           | Zweigeschossiger Fachwerkspeicher mit Dachausbau | 1752, Umsetzung 1980–82 (aus Senden)                                                                                         | 20. März 1984      | 41              |
| Zwei giebelständige Fachwerkhäuser                                       | Zwei giebelständige Fachwerkhäuser                                             | Hiddingsel Am Denkmal 2 Karte | Zwei giebelständige Fachwerkhäuser auf Werksteinschwellen, eingeschossig mit Krüppelwalmdächern | 2. Hälfte 19. Jahrhundert | 5. Februar 1985    | 42              |
| weitere Bilder                                                           | Obere Mühle                                                                    | Merfeld Bauerschaft 10 Karte | Kleiner Fachwerkbau über Sandsteinsockel | unbekannt | 5. Februar 1985    | 43 Wikidata     |
| weitere Bilder                                                           | Haus Empte                                                                     | Kirchspiel, Bauerschaft Empte Empte 2 Karte                                                                                                | Haupthaus: Eingeschossiger (ursprünglich zweigeschossiger) Sandsteinquaderbau auf Backsteinfundament mit Walmdach; Torhaus: Teils Fachwerk über Werksteinsockel | 1770 (Vorgängerbau 16. Jahrhundert)                                                                                          | 18. November 1985  | 44 Wikidata     |
| Bildstock an der Zufahrt zu Haus Empte                                   | Bildstock an der Zufahrt zu Haus Empte                                         | Kirchspiel, Bauerschaft Empte Karte | Schlichte Adikula über Backsteinsockel mit Relief des Erzengels Michael über heraldisch verschlungenen Drachen | 1885 renoviert | 18. November 1985  | 45              |
| Speicher                                                                 | Speicher                                                                       | Buldern Dorfbauerschaft 15 Karte | Zweigeschossiger Speicher, Fachwerk über Werksteinschwelle | unbekannt | 18. November 1985  | 46              |
| Backsteinbau („Altes Pastorat“)                                          | Backsteinbau („Altes Pastorat“)                                                | Buldern Daldruper Straße 24 Karte | Eingeschossiger Backsteinbau mit Krüppelwalmdach | unbekannt | 18. November 1985  | 47              |
| Fachwerkbau                                                              | Fachwerkbau                                                                    | Hiddingsel Hiddostraße 3 Karte | Eingeschossiger Fachwerkbau | um 1800 | 18. November 1985  | 48              |
| Vierständerbau                                                           | Vierständerbau                                                                 | Hiddingsel Am Lohrkamp 15 Karte | Vierständerbau über Werksteinschwelle | unbekannt | 18. November 1985  | 49              |
| Bildstock bez. 1706                                                      | Bildstock bez. 1706                                                            | Rorup Kirchplatz Rorup Karte | Verputzter Backsteinsockel mit wappenverzierten Eckstützen; schlichte Ädikula mit Kruzifix-Relief | 1706 (Kirchspiel 26), 1985 Umsetzung                                                                                         | 18. November 1985  | 50              |
| Kruzifix an der Zufahrt zu Haus Merfeld                                  | Kruzifix an der Zufahrt zu Haus Merfeld                                        | Merfeld Karte | Wegekreuz mit kubischem Sockel und lebensgroßem Korpus | 1916 | 18. November 1985  | 51              |
| Bildstock                                                                | Bildstock                                                                      | bei Lohwall 24 Karte | Holzskulptur mit sitzender Maria und Christusknaben in schlichtem Gehäuse, weitere jugendliche, weibliche Figur, die eventuell die Stifterin darstellt | um 1900 (Gehäuse), 1963 (Skulpturengruppe)                                                                                   | 18. November 1985  | 52              |
| Backsteingiebelhaus                                                      | Backsteingiebelhaus                                                            | Hohe Straße 11 Karte | Eineinhalbgeschossiger Backsteingiebelbau mit eigenwilliger und reicher Fassadendekoration | um 1905 | 19. Dezember 1986  | 53              |
| Backsteinbau                                                             | Backsteinbau                                                                   | Hohe Straße 16 Karte | Zweigeschossiger Backsteinbau, charaktervoller, sorgfältig durchgestalteter und solider Bau des ausgehenden Historismus | um 1890/1900 | 19. Dezember 1986  | 54              |
| Wegekreuz                                                                | Wegekreuz                                                                      | Hausdülmen Kettbachseitenweg/Mauritiusstraße Karte                                                                                         | Hölzernes, weiß gestrichenes Kruzifix | spätes 18. oder frühes 19. Jahrhundert                                                                                       | 19. Dezember 1986  | 55              |
| Wegekreuz                                                                | Wegekreuz                                                                      | Kirchspiel, Bauerschaft Rödder bei Rödder 108 Karte                                                                                        | Hölzernes, weiß gestrichenes Kruzifix | 1. Hälfte 19. Jahrhundert | 19. Dezember 1986  | 56              |
| Wohnhaus                                                                 | Wohnhaus                                                                       | Mühlenweg 33 Karte | Eingeschossiger, verputzter Massivbau mit Massivbau | 1918/1920 | 19. Dezember 1986  | 57              |
| Wegekreuz                                                                | Wegekreuz                                                                      | Kirchspiel, Bauerschaft Mitwick Mitwick 2 Karte                                                                                            | Neugotisches Kreuz mit Korpus aus Gusseisen | 2. Hälfte 19. Jahrhundert | 17. Dezember 1987  | 58              |
| Speicher                                                                 | Speicher                                                                       | Kirchspiel, Bauerschaft Daldrup Daldrup 35 Karte                                                                                           | Zweigeschossiger Backsteinspeicher | 1881 | 21. Juli 1988      | 59              |
| Backsteinhaus                                                            | Backsteinhaus                                                                  | Buldern Daruper Straße 16 Karte | Eingeschossiges Backsteingiebelhaus | um 1890 | 21. Juli 1987      | 60              |
| weitere Bilder                                                           | Wildpark Dülmen                                                                | Hinderkingsweg Karte | Wildpark mit Erweiterungsflächen; bestehend aus Umfriedungsmauer, (historischer) Wegeführung, Teichen, Insel, historischer Substanz im Bereich der massiven Auflager der Brücken, Hügeln, Forsthaus bei der Gräfte (ohne Anbauten) | 1868 | 7. Oktober 1988    | 61 Wikidata     |
| Wegekapelle                                                              | Wegekapelle                                                                    | Buldern Gewerbestraße (umgesetzt nach Pastoratsweg neben Pastorat) Karte                                                                   | Kleiner Backsteinbau mit spitzbogigem Eingang, barocker Bildstock mit der heiligen Familie vor Palmbaum und Taube des heiligen Geists | 2. Hälfte 18. Jahrhundert | 26. Januar 1989    | 62              |
| weitere Bilder                                                           | Neurenaissance-Ziegelbau                                                       | Hiddingsel Neustraße 23 Karte | Zweigeschossiger Backsteinbau mit anstuckierten Zierformen | 1890/1900 | 26. Januar 1989    | 63 Wikidata     |
| Bildstock                                                                | Bildstock                                                                      | Buldern Dorfbauerschaft (an der alten Vogelstange) Karte                                                                                   | Sockel mit Relief der Schmerzensmutter; Nische mit Relief mit Christus am Kreuz, Maria Magdalena und Johannes; Gesims mit Relief des Gottesvaters | 2. Hälfte 18. Jahrhundert | 4. April 1989      | 64              |
| Wohnhaus (Thier zum Berge)                                               | Wohnhaus (Thier zum Berge)                                                     | Kirchspiel, Bauerschaft Mitwick Mitwick 32 Karte                                                                                           | Zweigeschossiger, verputzter Massivbau | 1912 | 4. April 1989      | 65              |
| weitere Bilder                                                           | Kapelle (St.-Johannes-Nepomuk-Kapelle/„Düpmanns Kapelle“)                      | Hiddingsel an der K 27/L 835 Karte | Kleiner, gotisierender Backsteinbau mit Altar mit Nepomukfigur | um 1700 | 19. Juli 1989      | 66 Wikidata     |
| Wohnhaus                                                                 | Wohnhaus                                                                       | Hiddingsel Brinkstraße 4 Karte | Schlichtes, eingeschossiges Fachwerkgiebelhaus | 2. Drittel 19. Jahrhundert                                                                                                   | 19. Juli 1989      | 67              |
| weitere Bilder                                                           | Ehemalige Spinnerei Bendix                                                     | Lüdinghauser Straße 72 und Friedrich-Ruin-Straße 35 Karte                                                                                  | Zweigeschossiger Neorenaissancebau aus Backstein | 2. Hälfte 19. Jahrhundert | 19. Juli 1989      | 68 Wikidata     |
| Hofgebäude mit Toranlage (Hofanlage Rohe)                                | Hofgebäude mit Toranlage (Hofanlage Rohe)                                      | Kirchspiel, Bauerschaft Daldrup Daldrup 25 Karte                                                                                           | Hofanlage als Gesamtdenkmal bestehend aus 4 Gebäuden, Garten und Gräfte | 1821 (Haupthaus), 1816 (Stallgebäude), 1. Hälfte 19. Jahrhundert (Torscheune)                                                | 19. Juli 1989      | 69              |
| weitere Bilder                                                           | Haus Merfeld                                                                   | Merfeld Bauerschaft 6 Karte | Gesamtdenkmal bestehend aus Tor- und Herrenhaus, Ruine des ehemaligen zweiten Herrenhauses, Kapelle, Bauhaus, Gräftenanlagen, Allee zwischen Kottenbrooksbach und südwestlicher Gräfte, Fläche der ehemaligen Burgplätze | 1547 (Torhaus), 1755 (Herrenhaus), 15. Jahrhundert (Kapelle), 1. Hälfte 16. Jahrhundert und frühes 19. Jahrhundert (Bauhaus) | 19. Juli 1989      | 70 Wikidata     |
| Speicher                                                                 | Speicher                                                                       | Buldern auf dem Hof Dorfbauerschaft 16 Karte                                                                                               | Zweigeschossiger Backsteinspeicher mit Krüppelwalmdach | um 1830 | 19. Juli 1989      | 71              |
| Bildstock                                                                | Bildstock                                                                      | Buldern beim Hof Dorfbauerschaft 16 Karte                                                                                                  | Sandsteinbildstock mit Rokokoformen und Reliefs (Maria mit Christus und dem Johannesknaben, Heimsuchung Mariae) | 18. Jahrhundert | 19. Juli 1989      | 72              |
| weitere Bilder                                                           | Haus Schwickering                                                              | Rorup Holsterbrink 12 Karte | Rotes Haus als zweigeschossiger Backsteintraufenbau, Weißes Haus als zweigeschossiger, massiver Putzbau, Fachwerkschuppen mit Krüppelwalmdach, Park- und Gartenanlage | 1811 | 8. Januar 1990     | 73 Wikidata     |
| Heiligenhäuschen                                                         | Heiligenhäuschen                                                               | Kirchspiel, Bauerschaft Rödder Rödder 96 Karte                                                                                             | Heiligenhäuschen mit Figur des stehenden Jesus, der sein verwundetes Herz zeigt | unbekannt | 8. Januar 1990     | 74              |
| Hofgebäude mit Torhaus                                                   | Hofgebäude mit Torhaus                                                         | Kirchspiel, Bauerschaft Daldrup Daldrup 9 Karte                                                                                            | Hofanlage mit Haupthaus, Remise, Schweinehaus und Toscheune, wobei Remise und Schweinehaus nicht Teil des Denkmals sind; Haupthaus: Vierständer-Fachwerkbau; Torscheune: Traufenständiger Fachwerkbau | 1839/49 (Haupthaus), Remise (1936), Schweinehaus (um 1930), Torscheune (1820)                                                | 8. Januar 1990     | 75              |
| Wohnhaus (Vierständerbau, Haus Richters)                                 | Wohnhaus (Vierständerbau, Haus Richters)                                       | Kirchspiel, Bauerschaft Dernekamp Dernekamp 33 Karte                                                                                       | Vierständer-Fachwerkhaus | 18. Jahrhundert (Fachwerkhaus), Mitte 19. Jahrhundert (Tor)                                                                  | 8. Januar 1990     | 76              |
| Wegekreuz                                                                | Wegekreuz                                                                      | Buldern Hangenau 19 Karte | Wegekreuz mit expressionistischer Formsprache | 1920er-Jahre | 21. Februar 1990   | 77              |
| Torscheune                                                               | Torscheune                                                                     | Kirchspiel, Bauerschaft Rödder Rödder 128 Karte                                                                                            | Traufenständige Fachwerkscheune mit mittlerer Querdurchfahrt | 1801 | 21. Februar 1990   | 78              |
| weitere Bilder                                                           | Wassermühle und Brennerei                                                      | Hiddingsel Feldmark 19, 19a, 19b Karte | Landwirtschaftlicher Gebäudekomplex bestehend aus ehemaliger Wassermühle, Erweiterungsbau und Brennerei | unbekannt | 21. Februar 1990   | 79              |
| Wegekreuz                                                                | Wegekreuz                                                                      | Buldern Hangenau 8 Karte | Expressionistisch gestaltetes Kreuz | 1923 | 29. April 1991     | 80              |
| Hofanlage Grotthoff                                                      | Hofanlage Grotthoff                                                            | Rorup Holsterbrink 8 Karte | Hofanlage mit Haupthaus, Bohlenscheune (Mäusescheune) und Backspeicher | um 1800 (Wohnteil), Ende 19. Jahrhundert (Wirtschaftsteil)                                                                   | 24. Mai 1991       | 81              |
| Fachwerkspeicher                                                         | Fachwerkspeicher                                                               | Kirchspiel, Bauerschaft Börnste Börnste 32a Karte                                                                                          | Zweigeschossiger Fachwerkspeicher | um 1800 | 12. November 1991  | 82              |
| Heiligenhäuschen                                                         | Heiligenhäuschen                                                               | Buldern bei Dorfbauerschaft 11 Karte | Heiligenhäuschen aus Holz auf Steinsockel mit volkstümlicher Pieta | kurz vor 1850 | 12. November 1991  | 83              |
| weitere Bilder                                                           | Fachwerkscheune („Mäusescheune“)                                               | Kirchspiel, Bauerschaft Rödder Rödder 124 Karte                                                                                            | Fachwerkscheune auf konischen, mit Steinplatten bedeckten Steinpfeilern | 2. Hälfte 19. Jahrhundert | 12. November 1991  | 84 Wikidata     |
| Hofgebäude mit Backsteinspeicher                                         | Hofgebäude mit Backsteinspeicher                                               | Kirchspiel, Bauerschaft Rödder Rödder 70 Karte                                                                                             | Hofgebäude mit zweigeschossigem Backsteinspeicher | um 1870 | 12. November 1991  | 85              |
| BW                                                                       | Ehemalige Wassermühle                                                          | Rorup Holsterbrink 38 Karte | Zweigeschossiger Bau über hohem Sockel auf einem Stauwehr, ehemalige Ölmühle, vermutlich mit Turbine | 1925 | 12. November 1991  | 86              |
| Wegekreuz                                                                | Wegekreuz                                                                      | Kirchspiel, Bauerschaft Rödder Rödder, vor der St.-Michael-Kapelle Karte                                                                   | Altarartiger Sockel mit vorgelegten Halbsäulen | ca. 1900 | 18. Mai 1992       | 87              |
| Gräftenhof („Praves Hof“)                                                | Gräftenhof („Praves Hof“)                                                      | Kirchspiel, Bauerschaft Börnste Börnste 2a und 2b Karte                                                                                    | Hofanlage mit Haupthaus, Fachwerkspeicher und Gräfte; Haupthaus: Vierständerbau, ursprünglich Dreiständerbau | frühes 17. Jahrhundert | 18. Mai 1992       | 88              |
| Vierständerbau                                                           | Vierständerbau                                                                 | Merfeld Lavesumer Straße 15 Karte | unbekannt | unbekannt | unbekannt          | 89              |
| weitere Bilder                                                           | Große Teichsmühle                                                              | Hausdülmen bei Borkenbergestraße 80 Karte                                                                                                  | Mühlenanlage mit dreibogiger Wehranlage (als Brücke ausgebildet); im Unterstrom: eingeschossiges Mühlengebäude mit Walmdach, eingeschossiges Fachwerkgebäude auf Bruchsteinsockel | vermutlich um 1115 (Ursprungsbau), beginnendes 19. Jahrhundert                                                               | 10. November 1992  | 90 Wikidata     |
| Speicher                                                                 | Speicher                                                                       | Kirchspiel, Bauerschaft Daldrup Daldrup 1 Karte                                                                                            | Zweigeschossiger Fachwerkbau | 1. Hälfte 19. Jahrhundert | 5. Juli 1993       | 91              |
| Fachwerkspeicher                                                         | Fachwerkspeicher                                                               | Kirchspiel, Bauerschaft Daldrup Daldrup 133 Karte                                                                                          | Zweigeschossiger Fachwerkspeicher, ehemals als Wirtschaftsgebäude zur Kartause Weddern gehörig | spätes 18. Jahrhundert | 5. Juli 1993       | 92              |
| Bildstock                                                                | Bildstock                                                                      | Buldern Feldmark 5 Karte | Bildstock „heilige Familie“ | unbekannt | 5. Juli 1993       | 93              |
| Madonnenfigur                                                            | Madonnenfigur                                                                  | Rorup bei Kirchplatz 3 Karte | Sandstein-Madonna als Zeugnis der Marienverehrung | Ende 19. Jahrhundert | 5. Juli 1993       | 94              |
| Kapelle                                                                  | Kapelle                                                                        | Rorup bei Gartenstraße 32 Karte | Schlichter, moderner Rechteckbau aus Backstein, steinerner Altaraufsatz mit Marienmonogramm | 18. Jahrhundert (Altaraufsatz), um 1910 (Kapelle)                                                                            | 5. Juli 1993       | 95              |
| Hofanlage, Bauerschaft Dernekamp                                         | Hofanlage, Bauerschaft Dernekamp                                               | Kirchspiel, Bauerschaft Dernekamp Dernekamp 55 Karte                                                                                       | Hofanlage mit Haupthaus, Wirtschaftsgebäude und kleinem Fachwerkgebäude; Haupthaus: Vierständerbau, Wirtschaftsgebäude: Fachwerkgebäude mit Backofen | Mitte 19. Jahrhundert (Haupthaus), 1894 (Wirtschaftsgebäude), 1. Hälfte 19. Jahrhundert (Fachwerkgebäude)                    | 3. Februar 1994    | 96              |
| weitere Bilder                                                           | Fachwerkspeicher                                                               | Rorup Gartenstraße 32 Karte | Dieser Eintrag wurde zugunsten von Nr. 123 aufgelöst. | |                    | 97              |
| weitere Bilder                                                           | Kirche des Klosters Hamicolt                                                   | Rorup Klosterweg 3 Karte | Neuromanische, dreischiffige Stufenhalle mit Kapellenanbau | kurz nach Mitte 19. Jahrhundert (geweiht 1865)                                                                               | 15. September 1994 | 98 Wikidata     |
| Kreuzigungsgruppe auf dem Friedhof Hiddingsel                            | Kreuzigungsgruppe auf dem Friedhof Hiddingsel                                  | Hiddingsel Neustraße Karte | Kreuzigungsgruppe mit Maria und Johannes (auf hohem Quadersockel) | um 1910 | 15. September 1994 | 99              |
| Grabstein des 1. Amtmannes, Rorup                                        | Grabstein des 1. Amtmannes, Rorup                                              | Rorup Alter Friedhof, Kirchplatz Karte | Klassizistischer Grabstein (Obelisk) | 19. Jahrhundert | 15. September 1994 | 100             |
| Hochkreuz auf dem Friedhof Buldern                                       | Hochkreuz auf dem Friedhof Buldern                                             | Buldern Nottulner Straße Karte | Kruzifix auf einem Sockel | um 1880 | 24. Februar 1995   | 101             |
| weitere Bilder                                                           | Kreuzigungsgruppe                                                              | Alter Friedhof, Mühlenweg Karte | Christus am Kreuz, Maria und Johannes auf neugotischem Unterbau | unbekannt | 24. Februar 1995   | 102             |
| weitere Bilder                                                           | Grabmal Kirschner                                                              | Alter Friedhof, Mühlenweg Karte | Grabstelle von Sandsteinmauern umgeben, Bronzerelief mit drei Frauen am Grabe | 1925 | 24. Februar 1995   | 103             |
| weitere Bilder                                                           | Torhaus                                                                        | Kirchspiel, Bauerschaft Weddern Weddern 16 a und 16 b Karte                                                                                | Fachwerkgebäude mit Krüppelwalmdach | 1745 | 14. August 1995    | 104 Wikidata    |
| weitere Bilder                                                           | Kriegerdenkmal Karthaus                                                        | Kirchspiel, Bauerschaft Weddern Weddern Karte                                                                                              | Stufenunterbau mit Mauer mit Namensinschriften, Pfeilerbegrenzung mit reliefierten Schwertern und Stahlhelm als Bekrönung, Figur des heiligen Michaels | 8. Mai 1922 (Grundsteinlegung)                                                                                               | 17. November 1995  | 105             |
| Wegekapelle                                                              | Wegekapelle                                                                    | Hiddingsel bei Hiddostraße 6 Karte | Kleiner neugotischer Rechteckbau, Kreuz auf der Eingangsseite | unbekannt | 17. November 1995  | 106             |
| Vierständerbau                                                           | Vierständerbau                                                                 | Rorup Holsterbrink 8 Karte | Vierständerbau auf Werksteinschwelle | um 1800 | 20. Februar 1996   | 107             |
| weitere Bilder                                                           | Hofgebäude mit Stall/Scheune („Borggrevenhof“)                                 | Kirchspiel, Bauerschaft Weddern Weddern 16 c Karte                                                                                         | Haupthaus: Massiver Backsteinbau mit Krüppelwalmdach, Scheune und Stall: Backsteinbau auf Sandsteinsockel | um 1800 | 21. Februar 1996   | 108 Wikidata    |
| Villa Mues                                                               | Villa Mues                                                                     | Lohwall 24 Karte | Zweigeschossige, unterkellerte Villa mit Walmdach | 1913 (Villa), 1937 (Garteneinfriedung)                                                                                       | 15. Oktober 1996   | 109             |
| Fachwerkspeicher                                                         | Fachwerkspeicher                                                               | Buldern Hangenau 12 Karte | Stattlicher, zweigeschossiger Fachwerkspieker auf Sandsteinquadersockel | um 1800 | 15. Oktober 1996   | 110             |
| Gräftenhof                                                               | Gräftenhof                                                                     | Kirchspiel, Bauerschaft Rödder Rödder 58 Karte                                                                                             | Hofanlage mit Haupthaus, Fachwerk-Torhaus, ehemaliger Brennerei und Gräfte | 1805 | 15. Oktober 1996   | 111             |
| weitere Bilder                                                           | Jüdischer Friedhof                                                             | Kapellenweg/Am Bache Karte | Ersatz für den seit dem 15. Jahrhundert belegten Judenfriedhof am Lüdinghauser Tor, Grabsteine von alten Judenfriedhof 1937 übertragen; Mausoleum der Familie Bendix (dorisches Pseudoperipteros auf hohem Podium), Torbau mit geschmiedetem Gitter | 1920er-Jahre | 11. April 1997     | 112 Wikidata    |
| Fachwerkspeicher                                                         | Fachwerkspeicher                                                               | Kirchspiel, Bauerschaft Dernekamp Dernekamp 10c II Karte                                                                                   | Zweigeschossiger Fachwerkspeicher | zwischen 1825 und 1850 | 14. Juli 1997      | 113             |
| Alter Friedhof Merfeld                                                   | Alter Friedhof Merfeld                                                         | Merfeld Rekener Straße Karte | Regelmäßige Friedhofsanlage mit symmetrisch aufgestellten 14 Kreuzwegstationen, Abschlusswand | 1920er-Jahre | 7. Juli 1998       | 114             |
| Wassermühle                                                              | Wassermühle                                                                    | Kirchspiel, Bauerschaft Rödder Rödder 128 Karte                                                                                            | Zweigeschossige Wassermühle mit Staueinrichtung | um 1900 | 27. Juli 1998      | 115             |
| Fachwerkspeicher                                                         | Fachwerkspeicher                                                               | Kirchspiel, Bauerschaft Rödder Rödder 128 Karte                                                                                            | Zweigeschossiger Fachwerkbau | spätes 18. oder frühes 19. Jahrhundert                                                                                       | 27. Juli 1998      | 116             |
| Windmühle                                                                | Windmühle                                                                      | Kirchspiel, Bauerschaft Daldrup bei Daldrup 29 Karte                                                                                       | unbekannt | unbekannt | unbekannt          | 117             |
| Ehemaliges Bauernhaus                                                    | Ehemaliges Bauernhaus                                                          | Kirchspiel, Bauerschaft Welte Welte 24 Karte                                                                                               | Backsteingebäude mit Satteldach | um 1885 | 11. September 2001 | 118             |
| Bildstock                                                                | Bildstock                                                                      | Rorup Letter Straße Karte | Sockel mit Inschrift, darüber Ädikula mit Kreuzigungsrelief (Bildstock ursprünglich aus dem Kloster Karthaus) | 1740 | 8. April 2004      | 119             |
| weitere Bilder                                                           | Haus Buldern                                                                   | Buldern Dorfbauerschaft 22 Karte | Umfangreiche Anlage u. a. mit Herrenhaus, Torflügel, Vorburggelände, Mühle, Wohn- und Wirtschaftsgebäude, Brücken, Toren, Alleen | 19. Jahrhundert (Herrenhaus 1838)                                                                                            | 20. November 2006  | 120 Wikidata    |
| weitere Bilder                                                           | Brennerei Löhning                                                              | Münsterstraße 49 Karte | Wohnhaus: Traufenständiges, zweigeschossiges Massivgebäude mit Gewölbekeller, Brennereigebäude: Ziegelsteingebäude mit Kesselhaus | Anfang 20. Jahrhundert | 4. Oktober 2007    | 121 Wikidata    |
| weitere Bilder                                                           | Hermann-Leeser-Schule                                                          | Charleville-Mézières-Platz 2 Karte | Dreigeschossiger, verputzter Massivbau mit Turm mit geschweifter Haube und bekrönender Laterne | 1916 (Eröffnung als Clemens-Brentano-Gymnasium)                                                                              | 28. November 2008  | 122 Wikidata    |
| Speichergebäude                                                          | Speichergebäude                                                                | Rorup Gartenstraße 32 Karte | Zweigeschossiger Fachwerkspeicher in Stockbauweise | Anfang 19. Jahrhundert | 2. Dezember 2009   | 123             |
| Hofanlage mit einem Hauptgebäude und drei Nebengebäuden „Haus Beck“      | Hofanlage mit einem Hauptgebäude und drei Nebengebäuden „Haus Beck“            | Buldern Karte | Dreiflügelige Anlage aus Backsteinbauten: ein Wohn- und zwei Wirtschaftsflügel | um 1860 | 3. Dezember 2010   | 124             |
| Ehemaliges Wohn- und Wirtschaftsgebäude (Bauernhaus in Fachwerkbauweise) | Ehemaliges Wohn- und Wirtschaftsgebäude (Bauernhaus in Fachwerkbauweise)       | Kirchspiel, Bauerschaft Rödder Rödder 106 Karte                                                                                            | Fachwerkbauernhaus | 1856/1870 | 13. Februar 2012   | 125             |
| weitere Bilder                                                           | Rathaus                                                                        | Markt 1–3 Karte | L-förmiger Baukörper (Hausmeisterwohnung abgerissen), Rathausmauer | 1954–56 | 24. September 2015 | 126 Wikidata    |
| weitere Bilder                                                           | Haus Rorup                                                                     | Rorup Karte | Herrenhaus (Haupthaus) mit Brücke über der Gräfte | 1862 | 22. Januar 2018    | 128 Wikidata    |
| weitere Bilder                                                           | Villa Püttmann                                                                 | Nonnenwall 10 Karte | Zweigeschossiges Villengebäude | 1931 | 25. Januar 2018    | 129 Wikidata    |
|                                                                          | Villa Specht                                                                   | Nonnenwall 11 | Villengebäude (Einfamilienhaus, zweigeschossig) mit Grundstückseinfriedung | 1953–55 | 6. Juni 2018       | 130             |
| weitere Bilder                                                           | Evangelische Christuskirche Dülmen                                             | Königswall Karte | Länglicher Kirchenbau mit Satteldach und quadratischem Turm | 1952 | 22. März 2019      | 131 Wikidata    |
| weitere Bilder                                                           | Sondermunitionslager Dülmen-Visbeck                                            | Kirchspiel, Bauerschaft Dernekamp Dernekamp 40a Karte                                                                                      | Ehemaliges Standort- und Sondermunitionslager Dülmen-Visbeck Funktional gehört der Fernmeldeturm auf dem Gelände der ehemaligen St.-Barbara-Kaserne dazu. | 25. April 1963 bis 22. September 1965                                                                                        | 9. Dezember 2019   | 132 Wikidata    |
| weitere Bilder                                                           | Fernmeldeturm auf dem Gelände der ehemaligen St.-Barbara-Kaserne               | Olfener Weg 35 Karte | Fernmeldeturm zugehörig zum Standort- und Munitionslager Dülmen-Visbeck | 1963–65 | 26. Mai 2019       | 133 Wikidata    |
| weitere Bilder                                                           | Wohnhaus                                                                       | Coesfelder Straße 43 Karte | Kubatur und der Coesfelder Straße zugewandte Fassade | 1940er Jahre | 14. Mai 2020       | 134 Wikidata    |
| weitere Bilder                                                           | Torhaus der ehemaligen Kartause Marienburg und der Domäne der Herzöge von Croÿ | Weddern 20 Karte | Torhaus mit Försterwohnung und Tordurchfahrt sowie Klosterschänke | 19. Jahrhundert (einzelne Elemente ab ca. 1520)                                                                              | 1. August 2022     | 135 Wikidata    |